# 히사토촌 (나가노현)
히사토촌(日里村)은 나가노현 가미미노치군에 있던 촌이다. 현재의 나가노시에 해당한다.

## 역사
- 1889년 4월 1일 - 정촌제 시행에 의해 2촌의 구역을 확장해 성립하였다.
- 1955년 2월 1일 - 사카에촌과 합병해 나카조촌이 성립하여, 동일 히사토촌은 폐지되었다.

## 참고문헌
- 角川日本地名大辞典 20 長野県